# Eotetranychus talisiae
Eotetranychus talisiae är en spindeldjursart som först beskrevs av Hirst 1920.  Eotetranychus talisiae ingår i släktet Eotetranychus och familjen Tetranychidae. Inga underarter finns listade i Catalogue of Life.